# Mudchute (DLR)
Mudchute DLR station is een station van de Docklands Light Railway in het gebied Mudchute-Millwall in de Londense borough Tower Hamlets. Het oorspronkelijke station werd in 1987 in gebruik genomen. Het ligt tussen de stations Island Gardens en Crossharbour & London Arena.
In 1999 werd de lijn verlengd van Island Gardens tot Lewisham met nieuwe tunnel onder de Theems. Aangezien de locatie van het oorspronkelijke Island Gardens niet geschikt was voor de verlenging en werd vervangen door een nieuw station op een andere locatie moest ook oorspronkelijke station van Mudchute vervangen worden door een nieuw station. Het huidig station telt 3 perrons hoewel het derde perron nooit gebruikt wordt. 
Oorspronkelijk zou dit station Millwall Park genoemd worden. Ten tijde van de opening had Millwall Football club echter te maken met veel hooliganisme. Lokale bewoners waren bang dat het station een negatieve associatie zou krijgen met de voetbalclub (dat helemaal niet in de buurt ligt). Er werd daarom beslist om het station Mudchute te noemen. 